# Palomas (Badajoz)
Palomas es un municipio español, perteneciente a la provincia de Badajoz (comunidad autónoma de Extremadura).

## Situación
Se sitúa al norte de Hornachos, a mitad de camino entre esta localidad y Alange, sobre la orilla derecha del Palomillas. Pertenece a la comarca de Tierra de Barros y al Partido judicial de Villafranca de los Barros.

## Historia
En 1594 formaba parte de la provincia León de la Orden de Santiago y contaba con 201 vecinos pecheros.
Durante el proceso de la conquista americana, según el Pbro. Vicente Navarro del Castillo, pasaron a Indias cinco de sus habitantes, obteniendo licencia todos ellos para llegar a la isla de Cuba. Entre estos cinco, hay uno de ellos, Juan Esteban Vasco, que tuvo significación especial en la conquista del territorio neogranadino,la actual Colombia, además de colaborar eficientemente en la fundación de la Mérida andina en el territorio venezolano.
A la caída del Antiguo Régimen la localidad se constituye en municipio constitucional en la región de Extremadura. Desde 1834 quedó integrado en el Partido judicial de Almendralejo. En el censo de 1842 contaba con 106 hogares y 356 vecinos.

## Demografía
Palomas cuenta con una población de 662 habitantes (INE 2024).
| Gráfica de evolución demográfica de Palomas entre 1842 y 2021                                                         |
| |
| Población de derecho según los censos de población del INE. Población de hecho según los censos de población del INE. |

## Patrimonio
- Iglesia parroquial de Nuestra Señora de Gracia, en la Archidiócesis de Mérida-Badajoz.[5]

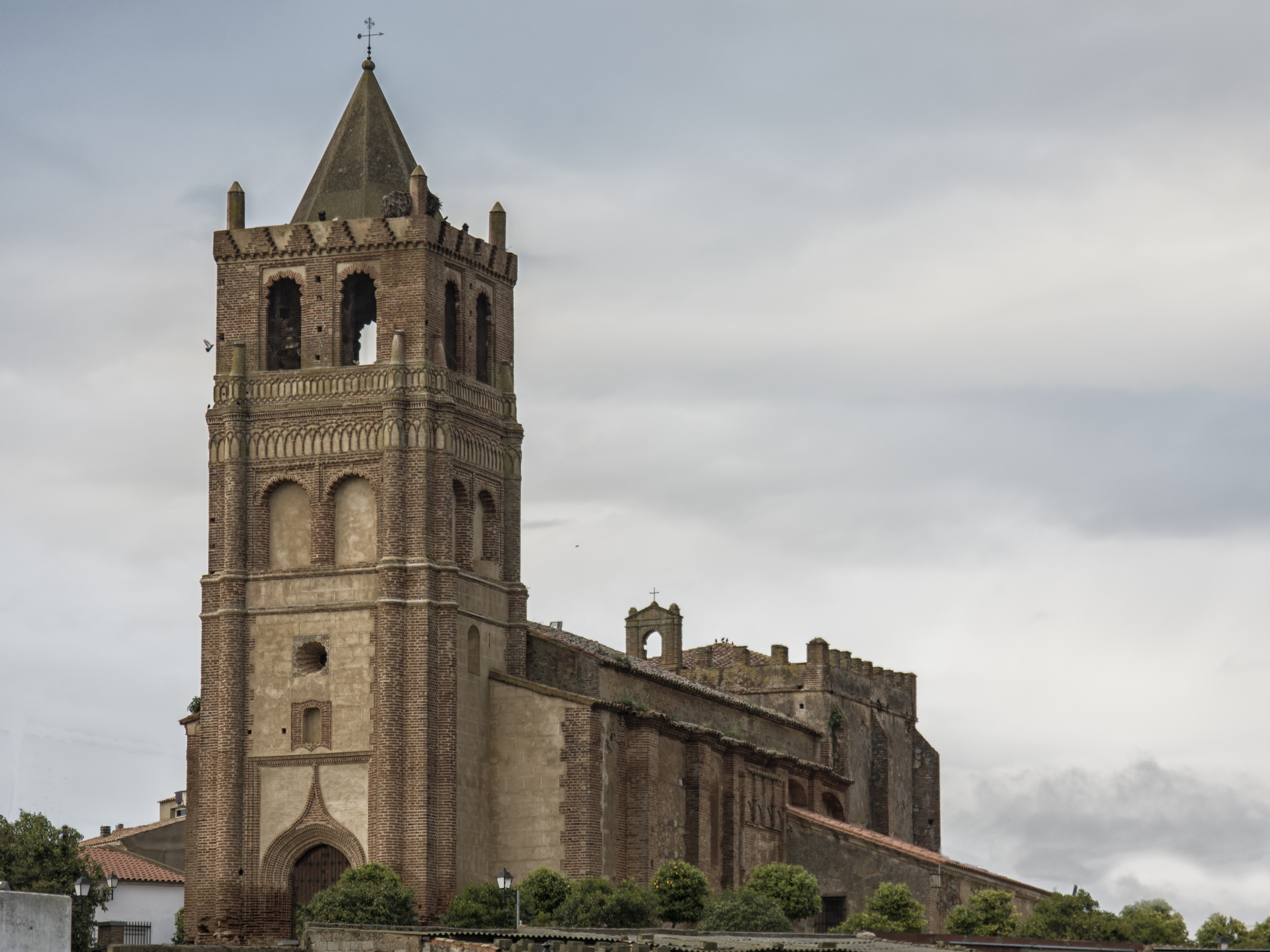
Iglesia mudéjar de Nuestra Señora de Gracia de Palomas (Badajoz)